# 中国共产党党小组
党小组是党支部下所划分的小组。党小组根据党员数量，分布情况以及工作、生产、学习等实际需要划分。党小组可以更好的分配任务以及对了解党员的生活状态。对党员进行教育以及监督党员贯彻支部决议，积极开展党内活动，保证党支部各项任务的完成。当党支部人数达到20人时，一般划分为数个党小组；党支部人数不足20人的，按照需求所划分党小组。每个党小组不得少于3名党员，其中至少有1名为正式党员。
党小组需要定期开展党小组会，并开展党史专题学习教育活动。党员需通过党课和自我学习来认识马克思列宁主义，毛泽东思想，邓小平理论，三个代表重要思想，科学发展观，以及习近平新时代中国特色社会主义思想，党的路线方针和政策，国内和国际时事政治等。同时，党小组也负责对预备党员进行考核，对入党积极分子进行培养，以及讨论对党员的处分等党务工作事项。

## 党小组组长
根据2019年发布的《中央和国家机关党小组工作规则（试行）》，党小组在一名组长领导下开展工作。通常，党小组组长由党支部指定，也能够由小组成员推荐选出。小组组长需要具备以下条件：
1. 正式党员；
2. 政治素质高，具备一定的政治理论水平，熟悉党的基本知识；
3. 热爱党的工作，有较强的事业心和责任感，在党员和群众中有较高的威望；
4. 组织协调能力较强，能够团结带领党员完成党支部交办的各项任务。

## 组织生活

### 党小组会
党小组会一般每月召开一次，由小组组长向党支部申请，和确认会议主题与内容。内容一般围绕党的中心工作和党支部的近期工作，结合本小组的实际情况确定，每次解决一两个问题。小组会的主要内容为：
1. 组织党员学习；
2. 研究如何贯彻执行支部决议和各项工作任务；
3. 党员汇报思想和工作情况；
4. 开展批评与自我批评；
5. 研究选举和发展党员工作；
6. 评选优秀党员；
7. 讨论对党员的处分等党务工作事项。[2]

在会上，小组成员应当做好记录存档备查。

### 组织生活会
组织生活会由党小组全体党员，包括上级领导干部参加。在会上深入的谈心谈话，集中学习党的十九大报告和党章，严肃认真的开展批评和自我批评，明确整改方向等。讨论内容需要及时向上级党组织进行汇报。